# Boys Meet U (曲)
「Boys Meet U」（ボーイズ・ミート・ユー）はSHINeeの日本8枚目のシングル。CD+DVD形態の初回盤と通常盤、およびCD ONLYの通常盤の計3形態で発売。2013年8月21日にEMIミュージック・ジャパンから発売。

## 概要
6月26日に出した2ndアルバム『Boys Meet U』と同名のシングルであるが、曲自体にアルバム収録曲との被りはない。初のサマーソングとなっており、PVは沖縄で撮影された。PVには女優の大政絢が出演している。「Dream Girl」は、韓国で発売された3集 Chapter1「Dream Girl - The misconceptions of you」のタイトル曲の日本語ver.であり、スタンドマイクを使ったダンスが特徴。収録曲3曲ともアリーナツアー「JAPAN ARENA TOUR SHINee WORLD 2013～Boys Meet U～」にて披露されている。
また、発売前の8月13日には、楽曲の発売を記念して東京都内3か所でサプライズライブを決行した。初回盤にはフォトブックレット28Pと封筒付きサマーカード3種を、通常盤CD+DVD形態にはフォトブックレット16Pとトレーディングカードを、通常盤CD形態にはトレーティングカードを封入。DVDには2ndアルバム「Boys Meet U」のタイトル曲でもある「Breaking News」のPVを収録。

## 収録曲
CD
1. Boys Meet U
Kaepa「ACTIVE SPORTS CAMPAIGN」CMソング
毎日放送「ロケみつ ザ・ワールド」2013年8月度エンディングテーマ
日本テレビ系「スッキリ!!」9月テーマソング
2. Dream Girl (Japanese ver.)
3. Sunny Day Hero
4. Boys Meet U (Instrumental)
5. Dream Girl (Instrumental)
6. Sunny Day Hero (Instrumental)

- CD+DVD形態にはM-1～3を、CD ONLY形態にはM-1～6を収録。

DVD
- 初回限定盤

1. Boys Meet U Music Video
2. Breaking News Music Video
3. Boys Meet U Jacket & Music Video Shooting Sketch

- 通常盤

1. Boys Meet U Music Video
2. Breaking News Dance Music Video
3. Breaking News Music Video Shooting Sketch

## 登場曲
- プロ野球界では、福岡ソフトバンクホークスの近藤健介選手が登場曲に使用したり、その他には埼玉西武ライオンズの平沼翔太選手が登場曲に使用している。（2021年-）